# Duplachionaspis zuluensis
Duplachionaspis zuluensis är en insektsart som beskrevs av Abraham Munting 1977. Duplachionaspis zuluensis ingår i släktet Duplachionaspis och familjen pansarsköldlöss. Inga underarter finns listade i Catalogue of Life.